# Lucio Pozzi
Lucio Pozzi (Milano, 1935) è un pittore italiano naturalizzato statunitense.

## Biografia
Trascorse alcuni anni a Roma dove studiò architettura.
Nel 1959 si sposa con la scrittrice Dacia Maraini, dalla quale si separa dopo quattro anni. Nel 1962 fu ospite dell'Harvard International Summer Seminar. Si stabilì a New York e successivamente ottenne la cittadinanza americana.
Sue opere sono esposte al Museum of Modern Art, al Museum of Contemporary Art, Chicago, al Art Gallery of Ontario, alla New York Public Library, al Detroit Institute of Arts, al Fogg Art Museum, alla Herbert and Dorothy Vogel Collection e al Whitney Museum of American Art.